# Список людей з великим депресивним розладом
Це список відомих людей, які мають або мали великий депресивний розлад. До 1970-х депресію іноді розглядали як ганебну таємницю, відтоді суспільство почало відкритіше її обговорювати. Раніше відомі особистості часто неохоче обговорювали або шукали лікування від депресії через соціальну стигму щодо цього стану або незнання діагнозу чи способів лікування. Існує припущення, що деякі історичні особистості мали депресію, на основі аналізу або інтерпретації листів, щоденників, творів мистецтва, праць чи заяв сім'ї і близьких.

## А
- Керолін Агерн[en], британська комедійна акторка[1]
- Джек Айронс, американський музикант, барабанщик гуртів Eleven[en], Pearl Jam і Red Hot Chili Peppers[2]
- Густав Ар, американський репер, відомий як Lil Peep[3]
- Шанталь Акерман, бельгійська авангардна кінорежисерка[4]
- Алан Алда, американський актор і письменник[5]
- Клаус фон Амсберг, німецький дипломат і чоловік королеви Нідерландів Беатрікс[6]
- Ганс Крістіан Андерсен, данський письменник[7]
- Хідеакі Анно, японський художник-мультиплікатор і кінорежисер[8]
- Джек Антонофф, американський музикант[9]
- Малкольм Арнольд[en], британський композитор[10]
- Джуліан Ассанж, австралійський програміст і редактор WikiLeaks[11]

## Б
- Парвін Бабі[en], болівудська акторка[12]
- Гізер Батлер, британський рок-басист[13]
- Марія Бамфорд[en], американська комедійна акторка та акторка дубляжу[14][15]
- Девід Баннер[en], американський хіп-хоп артист[16][17]
- Розанна Барр, американська комедійна акторка, письменниця і телепродюсерка[18]
- Крістіан Бейл, британський актор[19]
- Бейонсе, американська авторка-виконавиця, продюсерка, акторка, танцюристка, модель, дизайнерка та підприємиця[20]
- Крістен Белл, американська акторка[21]
- Честер Беннінгтон, американський музикант, головний вокаліст гурту Linkin Park[22]
- Інгмар Бергман, шведський кінорежисер[23]
- Геллі Беррі, американська акторка[24]
- Роберт Бертон, британський академік, автор книги Анатомія меланхолії[25]
- Аманда Бірд, американська плавчиня і олімпійська золота медалістка[26]
- Ренді Блайт[en], американський співак[27]
- Джеймс Блейк, британський співак[28]
- Шарль Бодлер, французький поет[29]
- Алек Болдвін, американський актор[30]
- Людвіг Больцман, австрійський фізик і філософ[31]
- Натаніель Боренштейн[en], американський інженер в галузі обчислювальної техніки[32]
- Девід Бом[en], британський квантовий фізик[33]
- Джон Бон Джові, американський рок-співак і автор пісень[34]
- Х'єль Магне Бунневік, норвезький політик і колишній прем'єр-міністр Норвегії[35]
- Ентоні Бурден, американська телезнаменитість, письменник і шеф-кухар[36]
- Лоррейн Бракко, американська акторка[37]
- Террі Бредшоу[en], американський футболіст, спортивний аналітик[en], телеведучий та актор[38]
- Вейн Брейді[en], американський комік[39]
- Зак Брафф, американський актор[40]
- Марлон Брандо, американський актор[41]
- Франк Бруно[en], британський боксер[42]
- Джо Будден[en], американський хіп-хоп артист[43]
- Чарлз Буковскі, американський письменник, автор оповідань і поет[44]
- Дельта Бурк[en], американська акторка[45]
- Арт Бухвальд, американський гуморист[46]
- Барбара Буш, перша леді США (1989-93) та друга леді (1981—1989)[47]
- Кейт Буш, британська виконавиця[48]

## В
- Ден Вайт[en], американський політик, засуджений за вбивство Гарві Мілка і Джорджа Москона[en][49]
- Вілле Вало, фінський музикант, вокаліст гурту HIM[50]
- Вінсент ван Гог, голандський художник[51][52]
- Фелісіті Вард[en], австралійський комедійна акторка[53]
- Керрі Вашингтон, американська акторка[54]
- Ендрю Ллойд Веббер, британський композитор та імпресаріо[55]
- Едді Веддер, американський музикант, вокаліст гурту Pearl Jam[56]
- Джерард Вей, американський співак і письменник коміксів, колишній вокалічт гурту My Chemical Romance[57]
- Отто Вейнінгер, австрійський філософ[58]
- Рубі Векс[en], американська акторка, учасниця кампаній за психічне здоров'я, лекторка та письменниця[59][60]
- Флоренс Велч, британська музикантка, співачка і авторка пісень[61]
- Джонатон Велч[en], австралійський оперний співак і хормейстер хору Choir of Hope and Inspiration[62]
- Піт Вентц, басист і лірик рок-гурту Fall Out Boy[63]
- Джастін Вернон[en], американський музикант, вокаліст гурту Bon Iver[64]
- Делонте Вест, американський баскетболіст[65]
- Джеррі Вест, американський баскетболіст[66]
- Каньє Вест, американський репер[67]
- Алан Вілсон, американський музикант (гурт Canned Heat)[68]
- Браян Вілсон, американський музикант (гурт The Beach Boys)[69]
- Оуен Вілсон, американський комік і актор[70]
- Ґреґорі Вілтон[en], австралійський політик[71]
- Дар Вільямс[en], американський фольк-співак[72]
- Роббі Вільямс, британський поп-співак[73]
- Робін Вільямс, американський комік і актор[74]
- Стівен Вільямс[en], зірка YouTube і коментатор відеоігор[75]
- Теннессі Вільямс, американський драматург[76]
- Вільям Карлос Вільямс, американський поет[77]
- Опра Вінфрі, американська ведуча, акторка, продюсерка, журналістка, письменниця, подкастерка, підприємиця[78]
- Людвіг Вітгенштайн, австрійсько-британський філософ[79]
- Волт Вітмен, американський поет[80]
- Кевін Вітрік[en], британський інженер-електрик[81]
- Віл Вітон, американський актор і письменник[82]
- Нед Віцціні[en], американський письменник[83]
- Івлін Во, британський письменник і журналіст[84]
- Курт Воннеґут, американський письменник[85]
- Джої Вотто[en], канадський бейсболіст[86]
- Девід Фостер Воллес, американський письменник[87]
- Майк Воллес, американський журналіст телешоу 60 хвилин[88]
- Девід Волльямс, британський актор, письменник і комік[89]
- Розі Вотерленд[en], австралійська письменниця і комедійна акторка[90]
- Гуго Вольф, австрійський композитор[91]
- Льюїс Волперт[en], британський біолог розвитку, письменник і телеведучий[92]
- Вірджинія Вулф, британська письменниця та феміністка, піонерка потоку свідомости[93]
- Елізабет Вурцель[en], американська письменниця[94]

## Г
- Фрідріх Август Гаєк, австрійський економіст[95]
- Сем Гамфрі[en], австралійський актор, відомий за роллю Чарльза Страттона в музичному фільмі Найвеличніший шоумен[96]
- Джон Гемм, американський актор[97]
- Даррелл Гаммонд[en], американський актор та імпресіоніст[98]
- Глен Гансард[en], ірландський співак-автор пісень і актор[99]
- Джефф Ганнеман, американський гітарист і автор пісень[100]
- Ендрю Гансен[en], австралійський комік (є частиною команди The Chaser)[101]
- Арін Гансон[en], американська інтернет-знаменитість, аніматор, комік, актор озвучування і музикант[102]
- Йоганн Гарі, британський журналіст[103]
- Рольф Гарріс[en], австралійський артист і художник[104]
- Брет Гарт, канадський професійний борець[105]
- Герберт Гарт, британський філософ[106]
- Елізабет Гартман[en], американська акторка[107]
- Ернест Гемінгвей, американський письменник[108]
- Марґо Гемінґвей, американська модель і акторка[109]
- Тоні Генкок[en], англійський актор і комік[110]
- Тараджі Генсон, американська акторка[111]
- Йоганн Вольфганг фон Гете, німецький письменний[112]
- Віктор Герінґер[en], бразильський письменник і поет[113]
- Міссі Гіґґінс[en], австралійська співачка та авторка пісень[114]
- Білл Гікс, американський комік і музикант[115]
- Джеффрі Гілл[en], англійський поет[116]
- Галк Гоган, американський професійний борець[117]
- Франсіско Гойя, іспанський художник[118]
- Туомас Голопайнен, фінський автор пісень і клавішник гурту Nightwish[119]
- Селена Гомес, американська співачка, акторка, дизайнерка, модель, продюсерка, посол доброї волі ЮНІСЕФ[120]
- Сер Ентоні Гопкінс, британський актор[121]
- Володимир Горовиць, американський піаніст і композитор[122]
- Деніел Говелл[en], британський YouTuber[123]
- Майкл Гутченс[en], австралійський співак-автор пісень[124]
- Стів Г'юз[en], австралійський комедійний актор і барабанщик у стилі black metal[125]

## Ґ
- Пітер Ґабріель, британський співак і учасник гурту Genesis[126]
- Джеф Ґаллоп[en], австралійський політик[127]
- Джуді Ґарленд, американська водевільна акторка та співачка[128]
- Гелен Ґарнер[en], австралійська письменниця[129]
- Ромен Ґарі, французько-литовсько-польський письменник і дипломат[130]
- Гастон Гаудіо, аргентинський тенісист і чемпіон Відкритого чемпіонату Франції 2004 року[131]
- Пол Ґетті, британський меценат[132]
- Дональд Ґловер, американський актор, комік, співак, письменник, продюсер, режисер, репер і ді-джей[133]
- Джон Ґудмен, американський актор[134]
- Джозеф Гордон-Левітт, американський актор[135]
- Тіппер Ґор, друга леді США (1993—2001)[136]
- Майкл Ґотард[en], британський актор[137]
- Боб Ґрант[en], британський актор і письменник, відомий за роллю Джека Гарпера у сіткомі «Про автобуси[en]»[138]
- Спелдінґ Ґрей[en], американський актор і письменник[139]
- Зак Ґрейнке[en], американський бейсболіст, пітчер[en] Головної бейсбольної ліги[140]
- Келсі Ґреммер, американський актор[141]Кен Ґріффі-молодший[en], американський бейсболіст, гравець Головної бейсбольної ліги[142]
- Ґрем Ґрін, британський письменник[143]
- Едді Ґріффін, американський баскетболіст, гравець НБА[144]

## Д
- Юнґ Да Бін[en], корейська акторка[145]
- Карло Джезуальдо, італійський композитор, діагностований після вбивства дружини, її коханця і власного сина[146]
- Тесса Дал[en], англійська письменниця і акторка[147][148]
- Ромео Даллер, канадський генерал, сенатор і філантроп[149]
- Родні Дангерфілд[en], американський комік і актор[150]
- Кірстен Данст, американо-німецька акторка[151]
- Чарлз Дарвін, британський натураліст, геолог і біолог[152]
- Ларрі Девід, американський актор, письменник, комік та продюсер[153]
- Піт Девідсон, американський актор і комік[154]
- Джонатан Девіс, американський співак і музикант, головний вокаліст гурту Korn[155]
- Олін Деад, норвезький співак і музикант, що народився в Швеції, вокаліст гуртів Mayhem і Morbid[en][156]
- Deadmau5, канадський ді-джей та музичний продюсер[157]
- Едґар Деґа, французький художник[158]
- Еллен Дедженерес, американська комедіантка та ведуча ток-шоу[159]
- Роб Делані, американський комік, актор, письменник і політичний активіст[160]
- Кара Делевінь, англійська фотомодель, акторка та співачка[161]
- Джон Денвер, американський музикант[162]
- Демар Дерозан, американський баскетболіст команди Сан-Антоніо Сперс[163]
- Ешлі Джад, американська акторка[164]
- Джанет Джексон, американська співачка, авторка пісень та продюсерка[165]
- Майкл Джексон, американський співак і артист[166]
- Вільям Джеймс, американський філософ і психолог[167]
- Річард Джені[en], американський комік і актор[168]
- Алекса Рей Джоел[en], американська співачка та авторка пісень[169]
- Біллі Джоел, американський музикант[170]
- Деніел Джонс[en], австралійський музикант[171]
- Агнет Йонсен, норвезька співачка і авторка пісень, представниця Норвегії на конкурсі Євробачення 2016[172]
- Двейн Джонсон, американський актор і професійний борець[173]
- Семюел Джонсон, британський лексикограф, біограф, есеїст і поет[174]
- Даніел Джонстон[en], американський музикант[175]
- Анджеліна Джолі, американська акторка, режисерка, сценаристка, посол доброї волі ООН[176]
- Бред Джонс, американський актор і ведучий інтернет-серіалу The Cinema Snob[177][178]
- Брюс Джонс[en], англійський актор, відомий за роллю у телесеріалі Вулиця коронації[179]
- Кеван Джонс[en], депутат Лейбористської партії Північної Дарему[180]
- Тайлер Джозеф, американський музикант[181][182]
- Лі Джун Гі, корейський актор[183]
- Діана, принцеса Уельська, членкиня британської королівської сім'ї[184]
- Чарлз Діккенс, британський письменник і соціальний критик[108]
- Баррі Дікінс[en], австралійський романіст і драматург; написав мемуари про свою битву з депресією[185][186]
- Емілі Дікінсон, американський поетеса та гербаристка[187]
- Боб Ділан, американський співак-автор пісень, поет і художник[188]
- Монті Дон[en], англійський телеведучий, письменник і лектор із садівництва[189]
- Грем Дотт, шотландський професійний гравець у снукер[190]
- Нік Дрейк, британський музикант[191]
- Дуг Дункан[en], американський політик[35]

## Е
- Кріс Еванс, американський актор[21]
- Блейк Едвардс, американський кінорежисер, сценарист і продюсер[192]
- Річі Едвардз[en], гітарист і автор текстів (гурт Manic Street Preachers)[193]
- Гарлан Еллісон, американський письменник-фантаст[194]
- Роберт Енке, німецький футболіст[195]
- Річард Ешкрофт, англійський співак-автор пісень[196][197]

## І
- Габріель Іґлесіас[en], американський комік і актор[198]
- Томас Іґлтон, американський сенатор з Міссурі[199]
- Дженіс Ієн, американська співачка і авторка пісень[200]
- Наталі Імбрулія, австралійська співачка, авторка пісень, акторка і модель[201]

## Й
- Йоньлу[en], бразильський співак-автор пісень і фотограф[202]
- Том Йорк, англійський музикант, співак гурту Radiohead[203]

## К
- Дік Каветт, американський ведучий ток-шоу[204]
- Кід Каді, американський хіп-хоп-артист[205]
- Франц Кафка, чеський письменник[206]
- Ентоні Калле[en], австралійський поп-співак[207]
- Ентоні Камерлінґ[en], голландський актор[208]
- Джейсон Кандер[en], американський політик, колишній державний секретар штату Міссурі[en][209]
- Трумен Капоте, американський письменник, відомий за книгами Сніданок у Тіффані та З холодним серцем[210]
- Хамід Карзай, президент Афганістану[211]
- Кларк Карлайл[en], англійський професійний футболіст[212]
- Джонні Карсон, американський телеведучий[213]
- Гелена Бонем Картер, британська акторка театру, кіно та озвучення[214]
- Чарлі Кауфман, американський сценарист[215]
- Меріен Кеєс[en], ірландська письменниця[216]
- Сара Кейн, англійська драматургиня[217]
- Дру Кері, американський комік і актор[218]
- Сюзанна Кейсен, американська письменниця[219]
- Алістер Кемпбелл[en], британський журналіст і політичний радник[220]
- Джим Керрі, канадський актор і комік[221]
- Ієн Кертіс, англійський музикант (співак гурту Joy Division)[222]
- Джек Керуак, американський поет і романіст[223]
- Джонні Кеш, американський музикант[224]
- Серен К'єркегор, данський філософ[225]
- Аліша Кіз, американська співачка, піаністка, поетеса та композиторка[226]
- Джон Кітс, британський поет[227]
- Ентоні Кідіс, американський музикант, співак фанк-рок-гурту Red Hot Chili Peppers[228]
- Стівен Кінг, американський письменник[229]
- Ернст Людвіг Кірхнер, німецький художник[230]
- Джон Кірван[en], новозеландський регбіст, колишній гравець Збірної Нової Зеландії з регбі All Black, нині тренер національної команди з регбі в Японії[231]
- Гейлі Кійоко, американська співачка та акторка[232]
- Кул Кіс[en], американський хіп-хоп артист[233]
- Ерік Клептон, англійський музикант[234]
- Ліль Кріс[en], англійський співак-автор пісень[235]
- Шейн Койцзан[en], канадський письменник і читець-декламатор[236]
- Курт Кобейн, американський музикант (гурт Nirvana)[237]
- Леонард Коен, канадський виконавець-автор пісень[238]
- Філ Коллінз, англійський музикант, барабанщик гурту Genesis[239]
- Джон Колтрейн, американський джазовий саксофоніст[240]
- Джозеф Конрад, польський письменник[241]
- Біллі Корган, американський музикант (гурт The Smashing Pumpkins)[242]
- Джеб Корлісс[en], американський професійний скайдайвер і бейс-джампер[243]
- Кріс Корнелл, американський музикант (гурти Soundgarden, Audioslave)[244]
- Кортні Кокс, американська акторка, продюсерка, режисерка, сценаристка, колишня модель[245]
- Джої Крамер, американський музикант (гурт Aerosmith)[246]
- Агата Крісті, англійська письменниця детективного жанру[247]
- Шерил Кроу, американська співачка-авторка пісень[248]
- Кетрін Куксон[en], англійська письменниця[249]
- Калвін Кулідж, 30-й президент США[250]
- Міна Кумарі, індійська кіноакторка[251]
- Ріверз Куомо[en], американський музикант (гурт Weezer)[252]
- Акіра Куросава, японський кінорежисер[253]

## Л
- Кортні Лав, американська рок-співачка, музикантка і акторка (учасниця гурту Hole)[254]
- Ґері Лайтбаді[en], північно-ірландський співак гурту Snow Patrol[255]
- Кендрік Ламар, американський хіп-хоп артист[256]
- Майкл Ландсберґ[en], канадський спортивний коментатор[en][257]
- Г'ю Лорі, британський актор[258]
- Деніс Ловсон[en], британський актор[259]
- Дженні Ловсон[en], американська письменниця і блоґерка[260]
- Алан Ледд, американський актор[261]
- Джон Леннон, Кавалер Ордену Британської імперії MBE, британський співак і автор пісень[262]
- Ніл Леннон, північно-ірландський футболіст[263]
- Девід Леттерман, американський комік та телеведучий[264]
- Томас Ліґотті, американський письменник горрору[265]
- Авраам Лінкольн, американський юрист і політик, 16-й президент США[266]
- Мері Тодд Лінкольн, Перша леді США (1861-1865)[267]
- Жан-Франсуа Ліше[en], французький канадський політик, колишній лідер опозиції Квебеку[en][268]
- Демі Ловато, американська співачка, авторка пісень, музикантка, композиторка, акторка і телеперсона[269]
- Гізер Локлір, американська кіноакторка та модель[270]
- Оскар Лопес[en], чилійсько-канадський гітарист[271]
- Мерівезер Льюїс, американський дослідник[272]
- Річард Льюїс[en], американський комік і актор[273]

## М
- Клаудіо Маґріс, італійський письменник[274]
- Густав Малер, австрійський композитор[275]
- Рафе Маір[en], канадський диктор і міністр Кабінету міністрів[276]
- Гаві Мандель[en], канадський комік, актор і телеведучий[277]
- Джон Марсден[en], австралійський письменник і педагог, відомий за своєю книжковою серією Tomorrow series[278][279]
- Гізер Матараццо[en], американська акторка[280]
- Анрі Матісс, французький художник[281]
- Юен Мак-Грегор, шотландський актор[282]
- Ґаррі Макдональд[en], австралійський актор, відомий своїми ролями в серіалах «Мати і син[en]» та «Норман Ґанстон[en]»[283][284]
- Дафф Мак-Каґан, американський хардрок-басист[285]
- Володимир Маяковський, російський письменник і поет[286]
- Мерілін Менсон, американський співак, автор пісень, музикант, композитор, актор, художник, письменник і колишній музичний журналіст[287][288]
- Шерлі Менсон, шотландська музична виконавиця, поетеса, акторка, композиторка, модель, феміністка, учасниця гурту Garbage[289]
- Дейв Мейсон[en], австралійський музикант, відомий як автор пісні Quasimodo's Dream[en][290]
- Браян Мей, британський гітарист[291]
- Герман Мелвілл, американський письменник[292]
- Пол Мертон[en], англійський комедійний актор[293]
- Мікеланджело, італійський художник і скульптор[294]
- Джон Стюарт Мілль, британський політичний філософ[295]
- Спайк Мілліґан[en], ірландський комік і письменник[296]
- Кайлі Міноуг, австралійська співачка, авторка пісень, акторка[297]
- Жуан Міро, іспанський художник[298]
- Юкіо Місіма, японський письменник[299]
- Фрунзік Мкртчян, вірменський актор[300]
- Мерилін Монро, американська акторка, співачка, модель, кінорежисерка та автобіографістка, засновниця однієї з перших власних кіностудій[301]
- Гі де Мопассан, французький письменник[302]
- Аланіс Моріссетт, канадська співачка і авторка пісень[303]
- Морріссі, британський співак і колишній фронтмен гурту The Smiths[304]
- Джим Моррісон, американський співак, поет і фронтмен гурту The Doors[305]
- Вольфганг Амадей Моцарт, австрійський композитор[306]
- Шарлотта М'ю, британська поетеса[307]
- Білл Мюррей, американський актор[308]
- Девон Мюррей[en], ірландський актор[309]
- Лес Мюррей[en], австралійський поет[310][311]

## Н
- Ріс Ніколсон[en], австралійський комік[312]
- Фрідріх Ніцше, німецький філософ[108]
- Тревор Ноа, південно-африканський комік[313]
- Ісаак Ньютон, британський фізик[314]
- Метью Ньютон[en], австралійський актор[315]

## О
- Ґрем Обрі[en], британський велосипедист[316]
- Конан О'Браєн, американський телеведучий, комік, письменник і продюсер[317]
- Білл Одді[en], британський комедійний актор[en] та натураліст[318]
- Роузі О'Доннелл[en], американська комедійна акторка, акторка, письменниця і телевізійна знаменитість[319]
- Базз Олдрін, американський космонавт, друга людина, яка ступила на Місяць[320]
- Фіона О'Лоуфлін[en], австралійська комедійна акторка[321]
- Юджин О'Нілл, американський драматург[322]
- Ягсе Онфрой, американський репер і музикант[323]
- Роберт Оппенгеймер, американський фізик («батько атомної бомби»)[324]
- Дадзай Осаму, японський письменник[325]
- Ронні О'Салліван, англійський гравець у снукер[326]
- Петтон Освальд, американський комік і актор[327]
- Марі Осмонд[en], американська акторка, музикантка і співачка[328]

## П
- Даррелл Паверс[en], американський ветеран Другої світової війни[329]
- Кріс Пакгем[en], британський ведучий програм про дику природу[330]
- Джаред Падалекі, американський актор[331]
- Діпіка Падуконе, боллівудська акторка[332][333]
- Чарлі Паркер, американський джазовий музикант[334]
- Доллі Партон, американська співачка-авторка пісень, музикантка у стилі кантрі, продюсерка, акторка, письменниця та підприємиця[335]
- Гвінет Пелтроу, американська акторка, підприємиця, письменниця та модель[336]
- Т. Бун Пікенс[en], американський бізнес-лідер та менеджер хедж-фондів[337]
- Янош Пілінський, угорський поет[338]
- Бред Пітт, американський актор[339]
- Сильвія Плат, американська письменниця, поетеса та феміністка[108]
- Едгар Аллан По, американський поет і письменник[108]
- Джексон Поллок, американський художник[340]
- Ян Потоцький, польський дворянин і письменник, автор роману Рукопис, знайдений у Сарагосі[341]
- Джордж Р. Прайс[en], американський генетик[342]
- Чарлі Прайд[en], американський співак у стилі кантрі[343]
- Річард Прайор, американський комік[344]
- Білл Пулсіфер[en], американський бейсболіст[345]

## Р
- Вайнона Райдер, американська акторка[346]
- Енн Райс, американська письменниця[347]
- Бертран Расселл, британський математик і філософ[348][349]
- Сергій Рахманінов, російський композитор і піаніст[350]
- Боб Рей, канадський політик, колишній прем'єр-міністр Онтаріо[351]
- Шарлотта Ремплінг, британська акторка, модель та співачка[352]
- Айн Ренд, американська письменниця єврейського походження, авторка бестселерів, філософиня,[4] драматургиня та сценаристка[353]
- Лілі Рейнгарт, американська акторка і співачка[354]
- Ден Рейнольдс, американський музикант[355]
- Трент Резнор, американський музикант[356]
- Райнер Марія Рільке, австрійський поет[357]
- Крістіна Річчі, американська акторка[136]
- Джейк Робертс, американський професійний борець[358]
- Річард Роджерс, американський композитор[359]
- Джон Д. Рокфеллер, американський промисловець[360]
- Марк Ротко, американський художник[361]
- Ганс Ротт[en], австрійський композитор[362]
- Рубі Роуз, австралійська модель, діджейка, артистка звукозапису, акторка, телеведуча і колишня віджейка на MTV[363]
- Ронда Роузі, американська професійна борчиня, акторка, письменниця, борчиня змішаного стилю і дзюдоїстка[364]
- Джессіка Ров[en], австралійська журналістка і телеведуча[365][366]
- Джоан Ролінґ, британська письменниця, сценаристка, кінопродюсерка, благодійниця та феміністка[367][368]
- Міккі Рурк, американський актор[369]

## С
- Террі Савчук, канадський хокеїст, воротар[370]
- Метью Санторо[en], канадська зірка YouTube[371]
- Зіґфрід Сассун, британський поет і солдат[372]
- Енн Секстон, американська поетеса й письменниця[373]
- Г'юберт Селбі-молодший, американський письменник[374]
- Джером Девід Селінджер, американський письменник, автор книги «Ловець у житі»[375]
- Джим Селінджер[en], новозеландський вчений зі зміни клімату[376]
- Антуан де Сент-Екзюпері, французький письменник, автор книги «Маленький принц»[377]
- Джон Сешнс[en], британський актор і комік[378]
- Джин Сіберг, американська акторка[379]
- Сара Сільверман, американська комедійна акторка[380]
- Френк Сінатра, американський співак[381]
- Елліотт Сміт, американський музикант[382]
- Роберт Сміт, британський співак-автор музики[383]
- Бріттані Сноу, американська акторка[384]
- Ендрю Соломон[en], американський письменник[385]
- Чарльз Сперджен, британський реформаторський баптистський проповідник[386]
- Брітні Спірс, американська співачка, авторка пісень, танцюристка, акторка, кінематографістка, письменниця та підприємиця[387]
- Рік Спрингфілд, австралійський співак-автор пісень[388]
- Брюс Спрінгстін, американський співак-автор пісень[389][390]
- Род Стайгер, американський актор[391]
- Майкл Стайп, американський музикант, фронтмен гурту R.E.M.[392]
- Вільям Стайрон, американський письменник[393]
- Нікола де Сталь, французький художник російського походження[394]
- Аарон Стейнторп[en], британський співак гурту My Dying Bride[395]
- Лейн Стейлі, американський музикант (гурти Alice in Chains, Mad Season)[396]
- Вівіан Стеншолл, британський гуморист і музикант (гурт Bonzo Dog Doo-Dah Band)[397]
- Ліндсі Стерлінг, американська скрипалька[398]
- Гвен Стефані, американська співачка та авторка пісень[399]
- Пітер Стіл, американський музикант[400][401]
- Стінг, британський музикант і автор пісень[402]
- Август Стріндберг, шведський драматург, письменник, поет, есеїст і художник[403]
- Браян С'ювелл[en], англійський мистецький критик[404]

## Т
- Майк Тайсон, американський боксер[405]
- Меттью Так, валлійський музикант, фронтмен гурту Bullet for My Valentine[406]
- Емі Тан, американська письменниця[407]
- Марк Твен, американський письменник[108]
- Кетрін Тейт[en], англійська комедійна акторка[408]
- Ченнінг Тейтум, американський актор[409]
- Корі Тейлор, американський співак гуртів Slipknot та Stone Sour[410]
- Джеймс Тейлор, американський співак-автор пісень[411]
- Джош Тіллман[en], американський музикант[412]
- Лев Толстой, російський письменник[413]
- Емма Томпсон, британська акторка і сценаристка[414][415]
- Гантер С. Томпсон, американський журналіст і письменник[416]
- Stian Thorbjørnsen[no] норвезький співак, член норвезького комедійного музичного гурту Staysman&Lazz[417]
- Ян Торп, австралійський плавець[418]
- Георг Тракль, австрійський поет[419]
- Іванка Трамп, американська модель, бізнесвумен та радниця Дональда Трампа[420]
- Маркус Трескотік[en], англійський гравець у крикет[421]
- Ларс фон Трієр, данський кінорежисер[422]
- Ума Турман, американська акторка, продюсерка, сценаристка та модель[423]

## Ф
- Кріс Фарлі, американський актор і комік[424]
- Крейг Фергюсон, шотландсько-американський ведучий ток-шоу[425]
- Майкл Фелпс, американський олімпійський плавець[426]
- Пол Феєрабенд, австрійський філософ науки[427]
- Лупе Фіаско, американський репер[428]
- Раян Філліпп, американський актор[429]
- Ф. Скотт Фіцджеральд, американський автор[136]
- Роберт Фіц-Рой, англійський офіцер Королівського флоту і вчений[430]
- Вільям Фолкнер, американський письменник[431]
- К. Б. Форготстонн[en], луїзіанський юрист і захисник органів державного управління[432]
- Габрієль Форе, французький романтичний композитор, органіст, піаніст і педагог[433]
- Стівен Фрай, англійський комік, актор і письменник[434]
- Роберт Фрост, американський поет[435]
- Мішель Фуко, французький філософ[436]

## Ц
- Цяо Женьлян[en], китайський співак і актор[437]

## Ч
- Лоутон Чайлз, американський сенатор і губернатор Флориди[en][35]
- Реймонд Чандлер, американсько-британський романіст і сценарист, який отримав премію Оскар за сценарій до фільму Синя жоржина[en][438]
- Петро Чайковський, російський композитор[439]
- Рей Чарльз, афроамериканський співак[440][441]
- Айріс Чен, американська журналістка та письменниця китайського походження[442]
- Мері Чепін Карпентер[en], американська співачка, авторка пісень[443]
- Чеві Чейз, американський актор і комік[444]
- Девід Чейз[en], американський письменник, режисер і продюсер[445]
- Вінстон Черчилль, колишній прем'єр-міністр Великої Британії[446]
- Мелані Чисголм, англійська співачка та авторка пісень[447]
- Леслі Чун, гонконзький співак і актор[448]

## Ш
- Брук Шилдс, американська акторка і топмодель[449]
- Магда Шубанські[en], австралійська комедійна акторка[450]
- Чарльз М. Шульц[en], американський карикатурист[136]
- Роберт Шуман, німецький композитор[451]

## Я
- Майкл Ярді[en], англійський гравець у крикет[452]
- Борис Єльцин, перший президент Росії[453]

## H
- Hopsin, американський репер і хіп-хоп артист[454]

## L
- Lady Gaga, американська співачка, авторка пісень, акторка[455]
- Lecrae, американський хіп-хоп артист[456]

## M
- Moby, американський діджей і музикант[457]

## S
- Stormzy, британський художник-репер і грайм[458]

## T
- Tablo (Даніель Арманд Лі), корейсько-канадський хіп-хоп артист (гурт Epik High)[459]
- T.I., американський репер[460]
- The Notorious B.I.G., американський репер[461]